# 本町一丁目停留場
本町一丁目停留場（日语：／ Hommachi itchōme teiryūjō */?）是位於日本愛媛縣松山市，屬於伊予鐵道的路面電車車站。此站在2018年8月1日自西堀端停留場的本町線站台獨立。此站位於國道196號上。車站編號為25。

## 車站結構
此站座落於國道196號上，為最初松山電氣軌道所設立的途經路線（但位置稍有不同），現時設有非相對側式月台2個，兩者的距離和其他非相對式的月台有很大的差別，首先2個月台相距超過100米；由本町線轉入城南線的月台設於雙線緩衝路段，行政區域上仍屬於大手町1丁目；但由城南線轉入本町站的月台，則已進入單軌路段並且通過本町1丁目路口，行政區域上已屬於本町1丁目，距離相差之大，在其他車站上並沒有出現。
配置上，本町線的月台比城南線／大手町線為佳，轉入城南線的南側月台，雖然也是全露天模式，但整個外圍卻裝有加設半身高的圍板式欄杆；並裝有如縣廳前停留場一類較新款的燈箱站牌。而由城南線駛入的北行月台，採用了最新式的車站配置，大半截月台設有以透明膠片為頂的上蓋，上蓋採用不銹鋼支架，前端配有可收摺的候車座椅，南端月台出入口改以無障礙斜道及加設扶手欄杆等。作為每30分鐘才有1班電車到達且只服務往後3個車站的月台，如此的裝橫與大手町線的月台完全不成比例。

### 月台配置
| 月台 | 路線   | 目的地       |
| ---- | ------ | ------------ |
| 3    | ■6號線 | 往松山市站   |
| 4    | ■6號線 | 往本町六丁目 |

## 歷史
- 1911年9月1日：松山電氣軌道車站札辻～道後開業，中途站之一，翌年更伸延至三津濱港。
- 1921年4月1日：松山電氣軌道被伊予鐵道所收購。
- 1946年8月19日：西堀端～本町～萱町～古町區間休止運行，以配合路面擴闊工程。
- 1948年7月1日：西堀端～本町三丁目間的本町線開業，以代替休止運行區域。
- 2018年3月1日：獨立為「本町一丁目停留場」。

## 相鄰停留場
伊予鐵道
環狀線（■1號線、■2號線）、■5号線
南堀端（02）－西堀端（03）－大手町站前（04）
■6號線
南堀端（02）－本町一丁目（25）－本町三丁目（26）

### 引用
1. ↑  .   [2015-03-03]. （原始内容存档于2019-07-24）.
2. ↑  .   [2015-03-03]. （原始内容存档于2015-04-04）.